# 青木健作 (小説家)
青木 健作（あおき けんさく、1883年11月27日 - 1964年12月16日）は、日本の小説家、俳人。法政大学名誉教授。本名は井本 健作（青木家より井本家に養子）。国文学者・井本農一の父。

## 来歴
1883年（明治16年）11月27日、山口県都濃郡富田村（現・周南市河内町）に生まれる。1905年（明治38年）旧制山口高等学校卒業。1908年（明治41年）東京帝国大学哲学科を卒業し、千葉県成田中学教諭として勤務。同僚の鈴木三重吉の影響により小説を執筆。
1910年（明治43年）「虻」を夏目漱石に賞賛され、「お絹」「錆たる鍬」等を発表。1915年（大正4年）旧制日本大学中学校（現在の日本大学第一高等学校）教諭。同年、『帝国文学』の編集を手がけ、芥川龍之介の「羅生門」を掲載する。
1920年（大正9年）野上豊一郎の推薦により法政大学教授に就任。1938年（昭和13年）法政大学予科長に就任（翌年法政大学第二中学校校長を兼務）。1945年（昭和20年）法政大学図書館長に就任（1952年まで）。1946年（昭和21年）俳句結社「無花果句会」を起す。1954年（昭和29年）法政大学定年退任。

## 著書
- 『お絹』（春陽堂 現代文芸叢書、1913年）
- 『若き教師の悩み 附・彼と少年、残骸』（天祐社、1919年）
- 『デモクラシー』（学芸書院 最新学芸叢書、1919年）
- 『青木健作短編集』（春陽堂、1928年）
- 『新講俳諧史』（育英書院 1935年）
- 『随筆椎の実』（子文書房、1943年）
- 『面影 : 井本静子追悼録』（1962年）
- 『ふるさと文芸』（青木健作顕彰の会、1994年）
- 『青木健作自筆俳句集を読む』（井本商三、桑原伸一監修 瀬野光敏編 いづみ出版 2006年 ひかり文庫）